# 梛神社
梛神社（なぎじんじゃ）は、京都府京都市中京区壬生にある神社。通称は「元祇園社」。
境内には大正期に遷座した式内大社の隼神社（はやぶさじんじゃ）が鎮座する。
境内北側に御供石があり、祇園祭の山鉾巡行の際にこの石の上に神饌を置いて神に供える習わしになっている。もとは下京区万寿寺通烏丸西入ル、御供石町にあったが、1932年にこちらに移された。

## 祭神
祭神は次の通り。
主祭神
- 素戔嗚尊

配祀神
次の3柱のほか数柱。
- 宇賀御魂命
- 伊弉冉命
- 誉田別尊

## 歴史
社伝では、貞観11年（869年）3月朔日に京での疫病流行により播磨国広峰（広峰神社）から牛頭天王（素戔嗚尊）を勧請して鎮疫祭を行った際、牛頭天王の分霊をのせた神輿を梛の林中に置いて祀ったのが創祀という。
その後、牛頭天王の神霊を八坂に祀って祇園社（八坂神社）を創建する際、梛の住民が花飾りの風流傘を立て、鉾を振って楽を奏しながら神輿を八坂に送ったといい、これが祇園会傘鉾の起源であるとしている。また、このことから梛神社は「元祇園社」と呼ばれるという。
明治までは小祠であったが、明治7年（1874年）と昭和4年（1929年）の復興により現在の形が整えられたという。

## ギャラリー

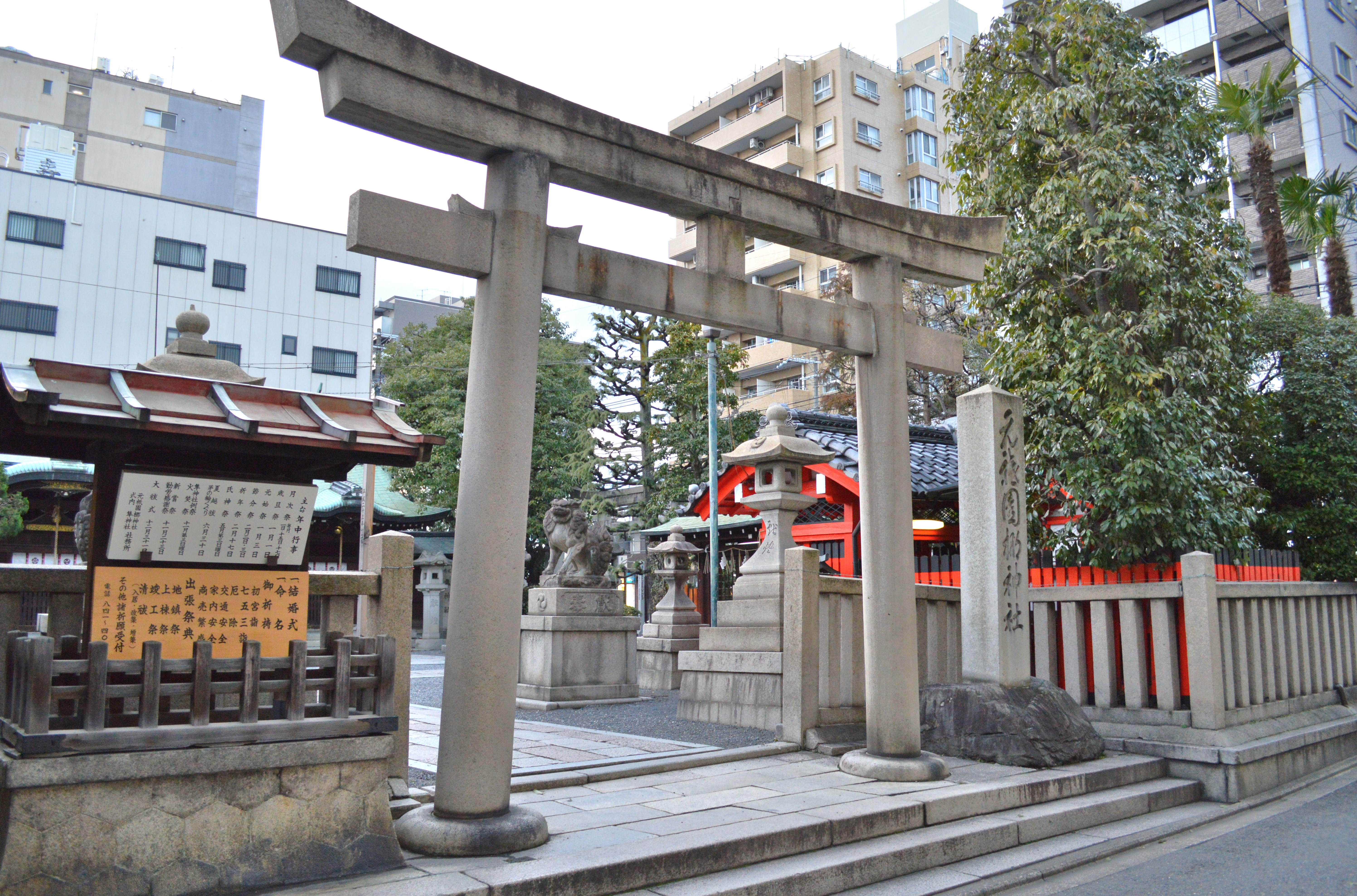
鳥居
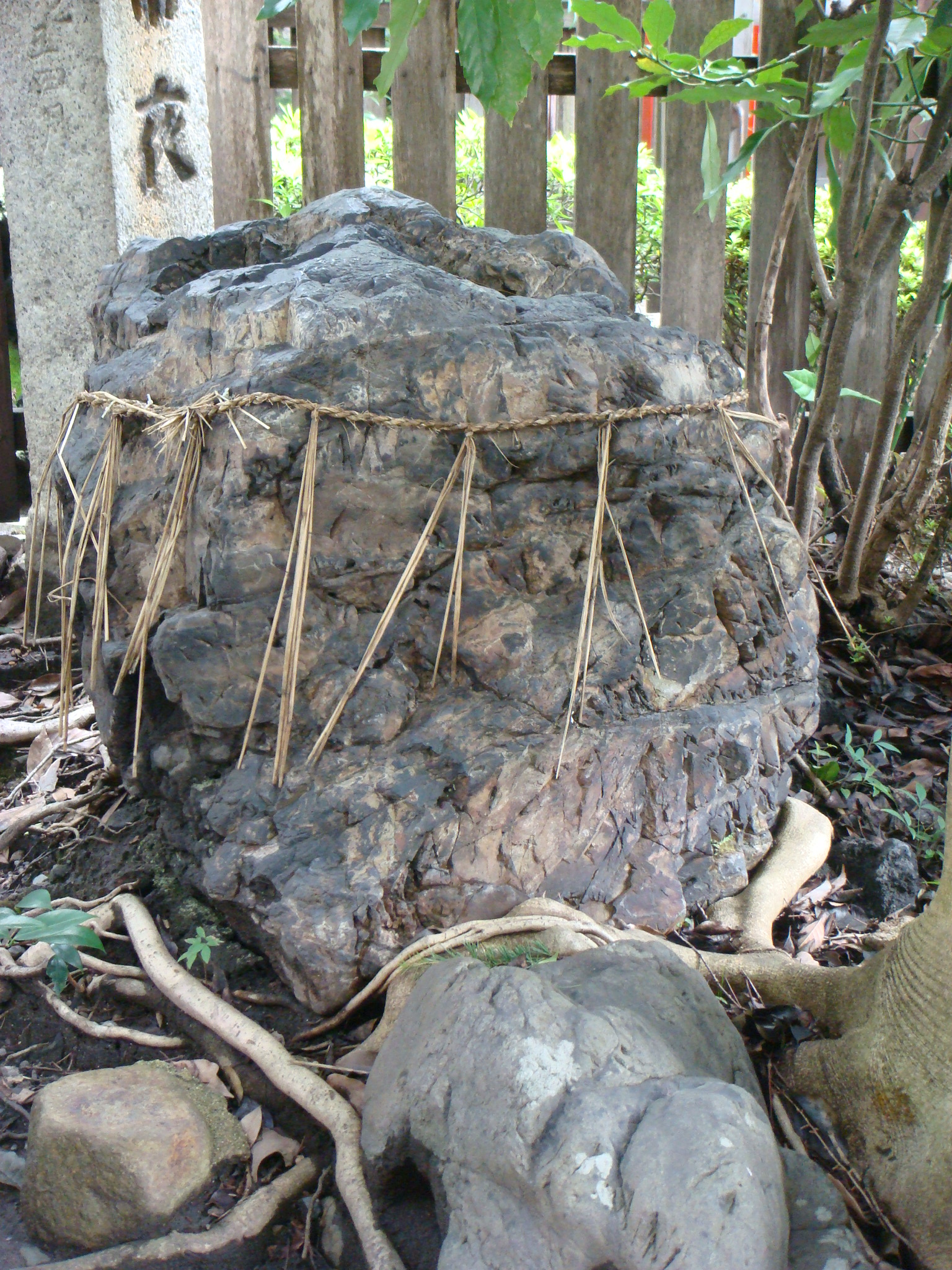
御供石
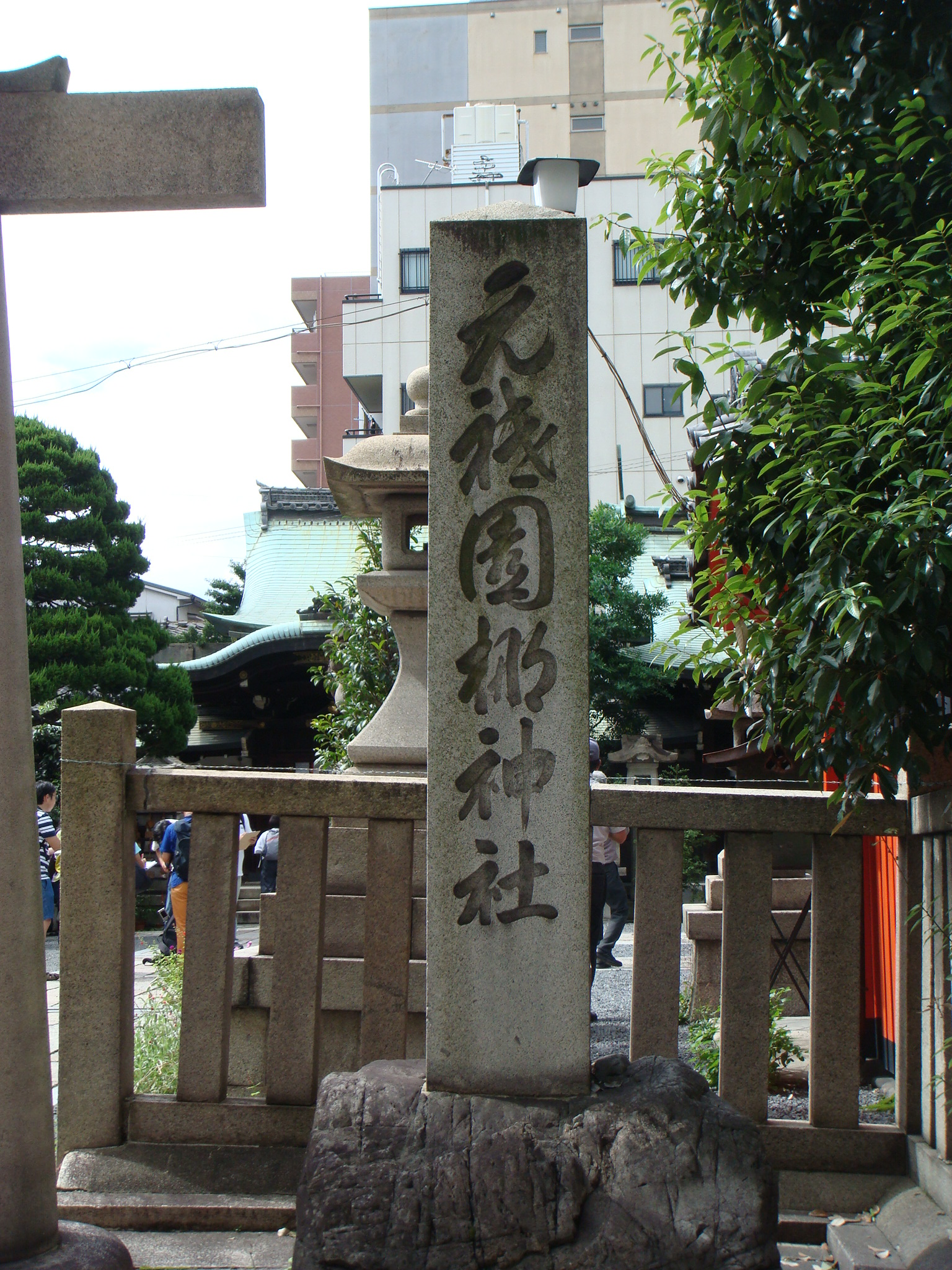
梛神社石柱
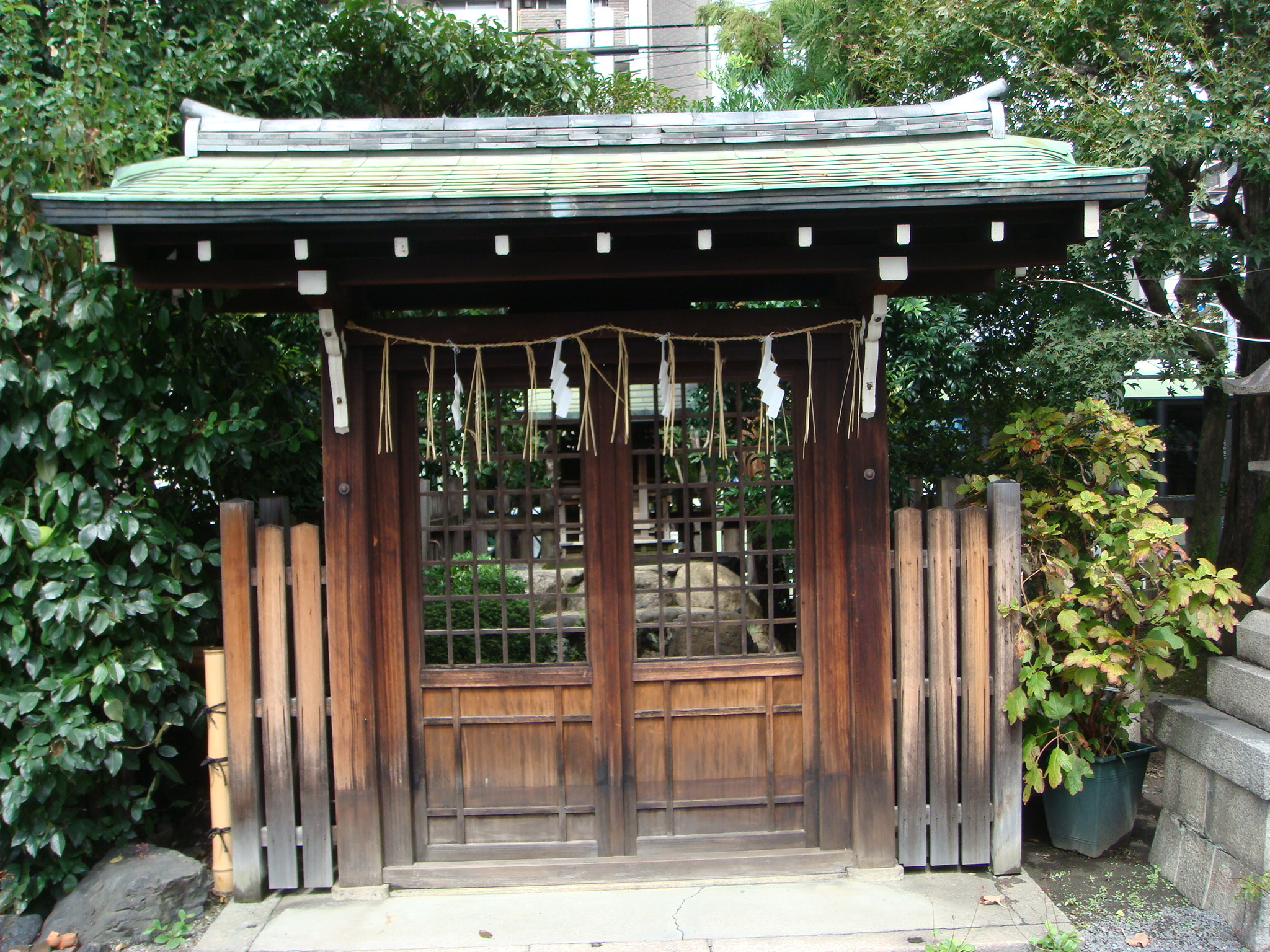
田中社
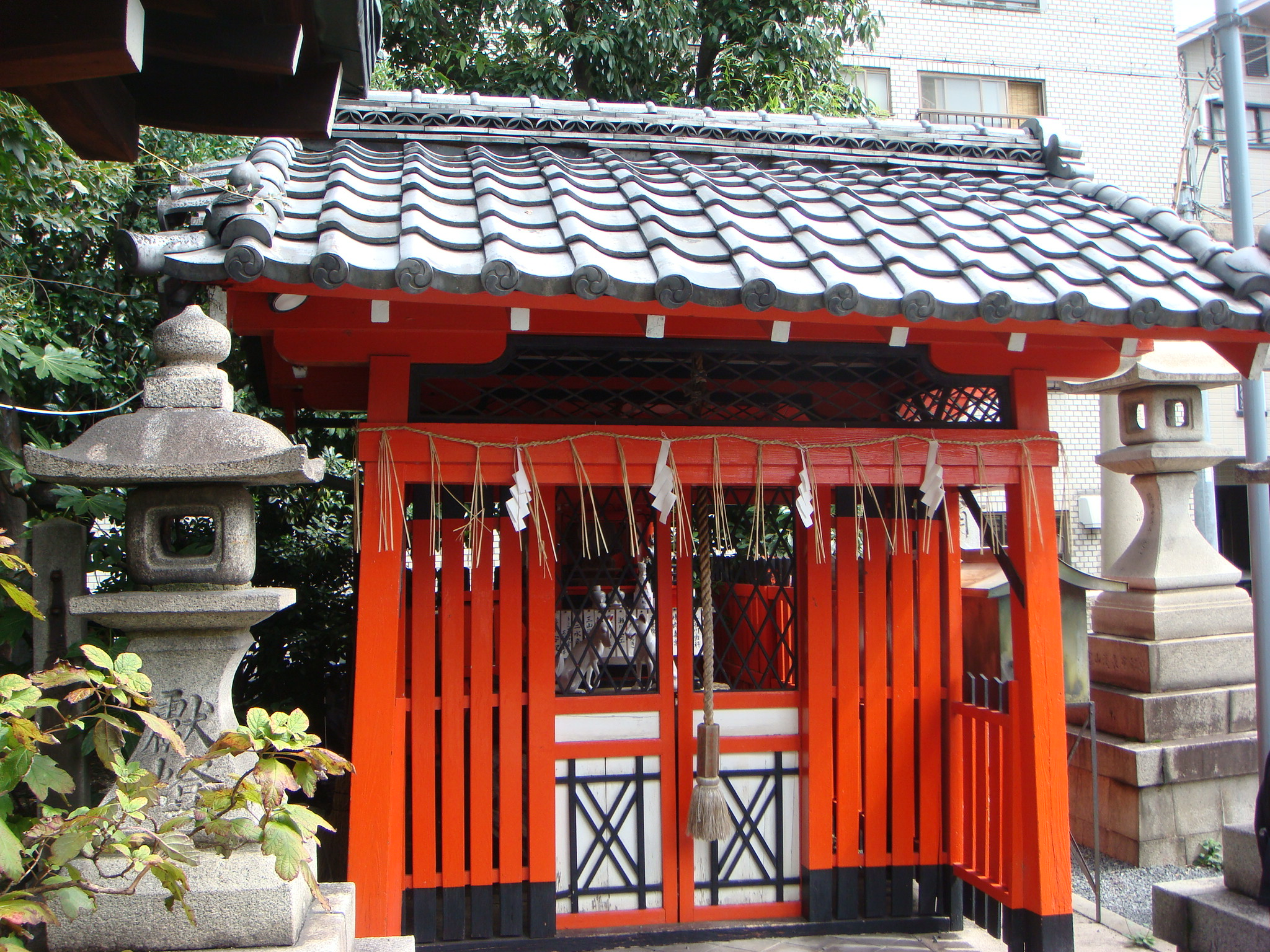
上川稲荷
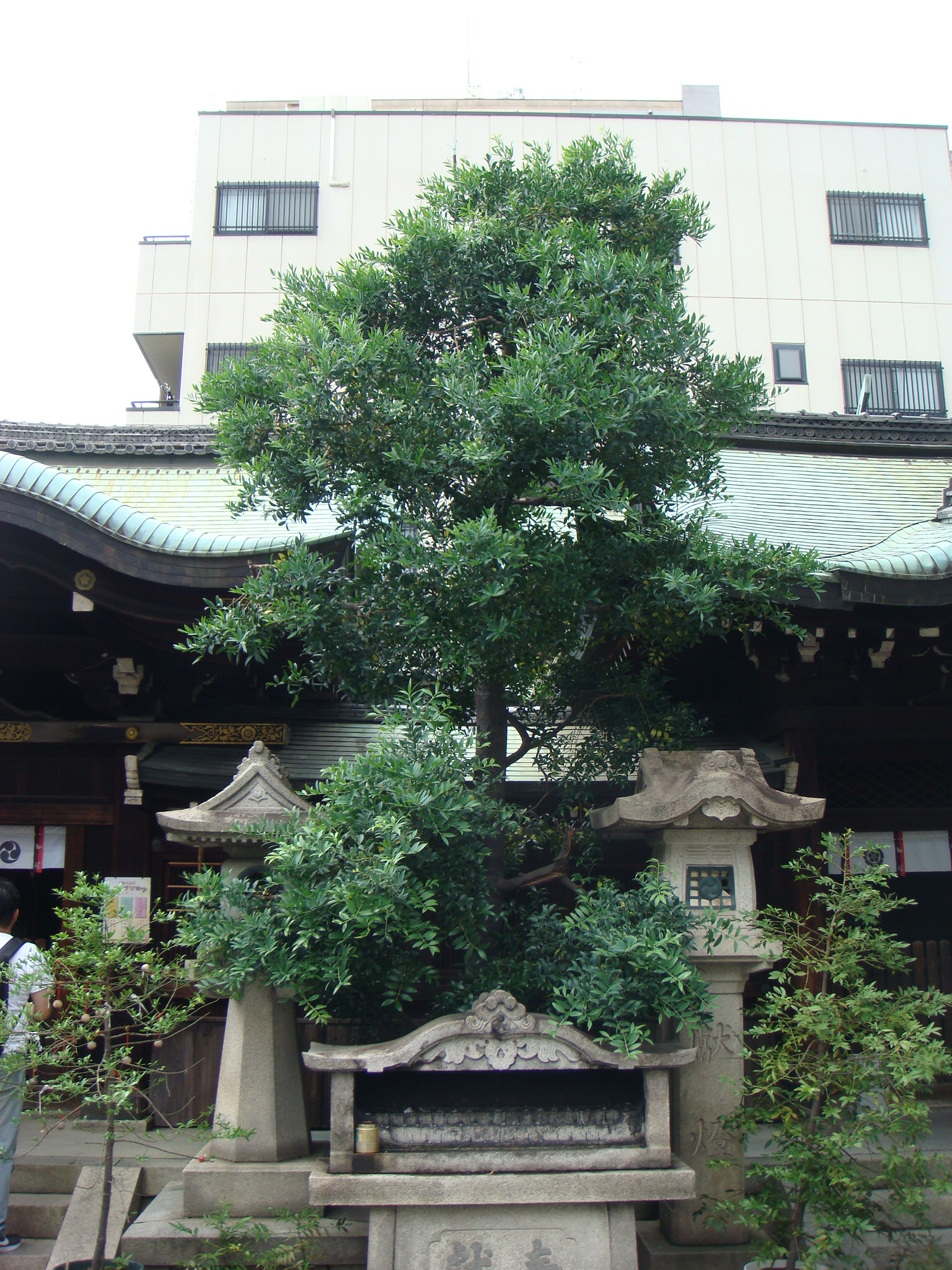
境内の梛の木
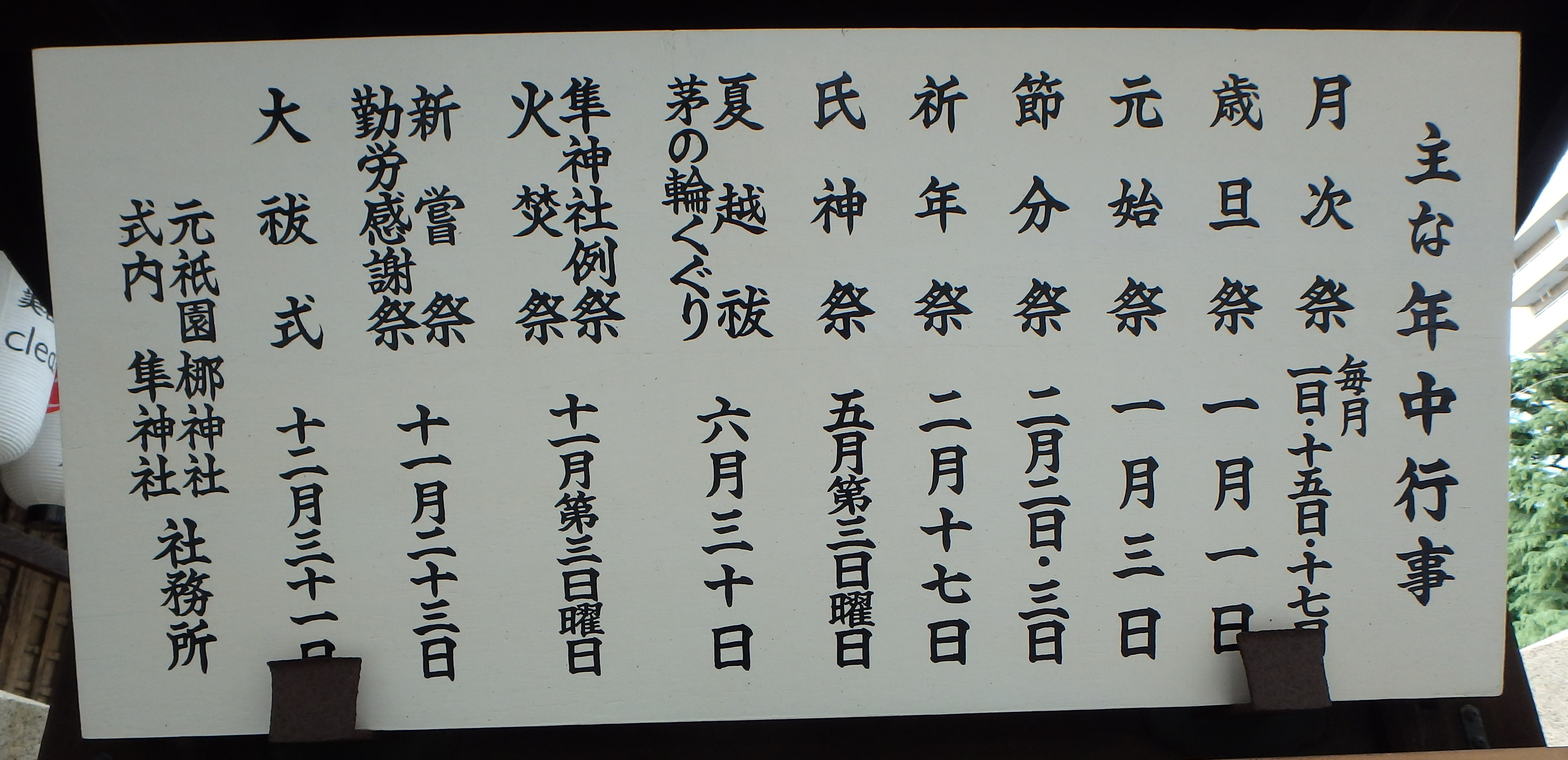
主な年中行事

## 隼神社
隼神社（はやぶさじんじゃ）は、梛神社境内にある神社。式内社（大社）。

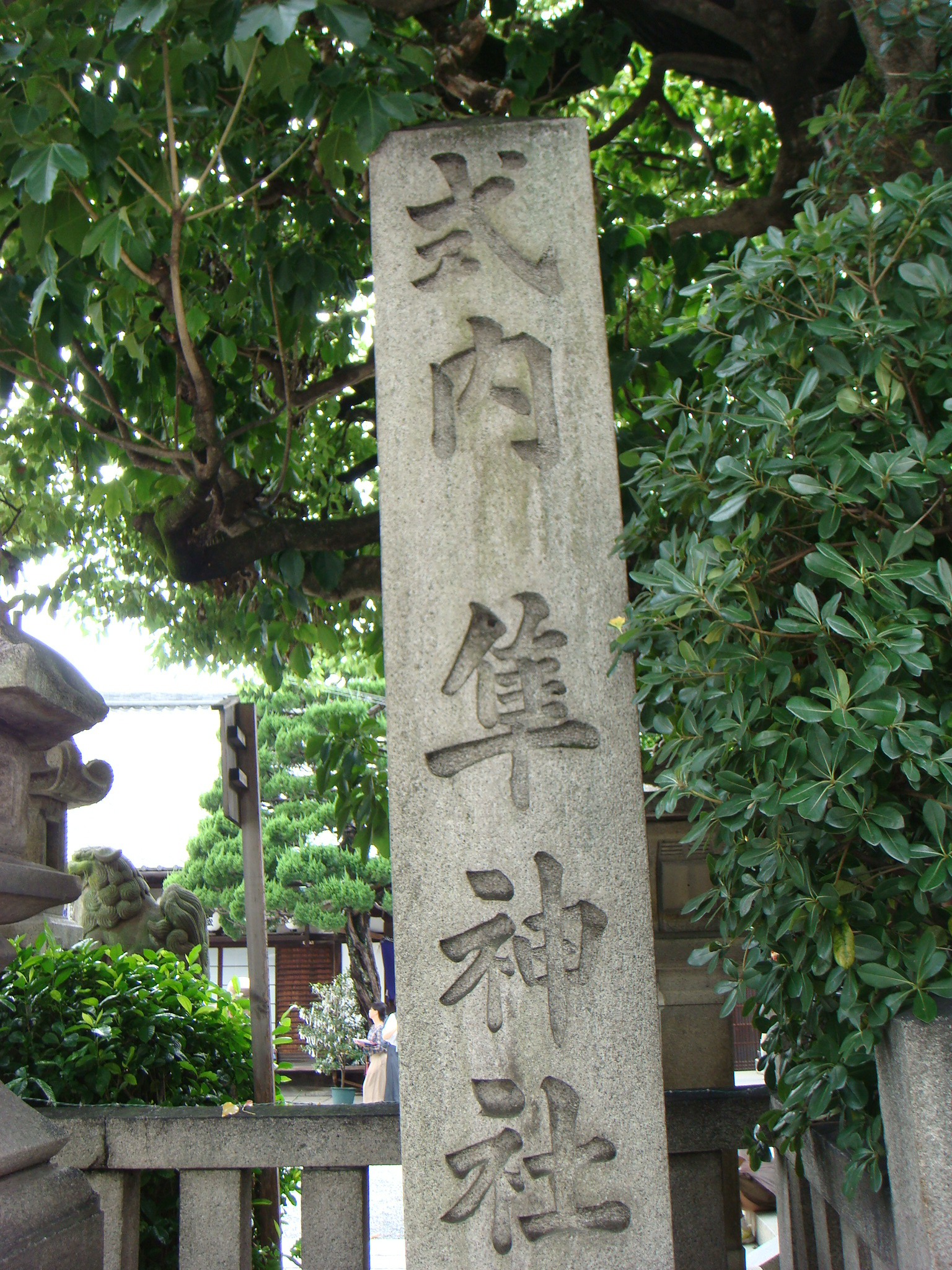
隼神社石柱

### 祭神
- 主祭神
  - 建甕槌神（たけみかづちのかみ）
- 配祀神
  - 経津主神（ふつぬしのかみ）

延喜の式内社では上記の祭神とされているが、実際は隼を祀ったものである。

### 歴史
概史
創建は不詳。
国史では『日本三代実録』において、貞観2年（860年）から貞観16年（874年）にかけて「後院隼神」の神階が無位から従四位上まで昇叙された旨の記載がある。また、延長5年（927年）成立の『延喜式』神名帳では「京中坐神三座 並大」のうちに「左京四条坐神一座 月次新嘗 隼神社」として、式内大社に列するとともに月次祭・新嘗祭で幣帛に預かった旨が記載されている。
『三代実録』当時に四条に所在した後院は朱雀院（右京三条から四条）であることから、この隼神社は朱雀院の院内に祀られた神社であったと見られている。朱雀院の復元研究においても院の南西角に鎮守として石神明神・隼社があったことが明らかとなっており、当時の隼社の位置は四条大路と皇嘉門大路交点の北東角、すなわち現在の中京区壬生花井町の南西部分と推定されている（北緯35度0分14.07秒 東経135度44分22.96秒 / 北緯35.0039083度 東経135.7397111度）。その後、『延喜式』編纂時までには左京四条坊内坊城小路に移されたと見られ、以後同地で推移したとされる（北緯35度0分21.81秒 東経135度44分39.69秒 / 北緯35.0060583度 東経135.7443583度）。

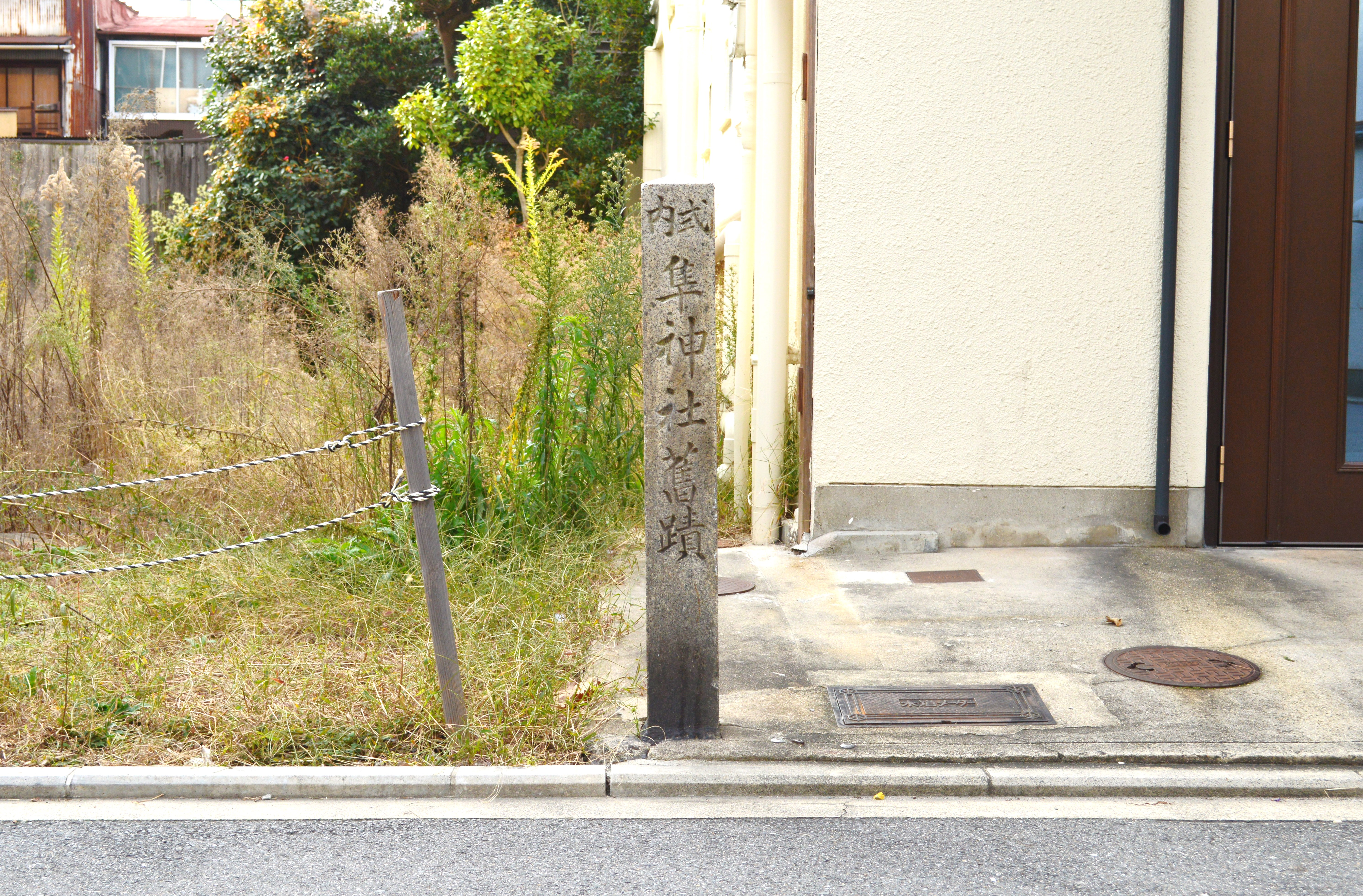
隼神社旧蹟碑

江戸時代には「隼」が訛って「ハヤクサ」と読まれたことから、瘡（くさ：皮膚病の一種）の平癒のために信仰されたという。その後大正7年（1918年）に現在地の梛神社境内に遷座した。旧鎮座地には石碑が建てられている。
なお、奈良県奈良市にも隼神社の鎮座が知られる。同社の社伝では、平安遷都に伴い勧請されて平安京中の隼神社になったとするが、詳らかではない。
神階
六国史における神階奉叙の記録。いずれも「後院隼神」と表記される。
- 貞観2年（860年）6月15日、無位から従五位下 （『日本三代実録』）
- 貞観7年（865年）6月4日、従五位下から従五位上 （『日本三代実録』）
- 貞観10年（868年）11月17日、従五位下から従四位下 （『日本三代実録』）
- 貞観16年（874年）8月4日、従四位下から従四位上 （『日本三代実録』）

## 祭事
年間祭事は次の通り。1979年発行の『京都事典』には「祭りは5月17日に行われる」と書かれているが、現在の説明板（2018年9月確認）に書かれている5月17日に最も近い祭事は、5月第3日曜日の「氏神祭」である。
- 月次祭 （毎月1日・15日・17日）
- 歳旦祭 （1月1日）
- 元始祭 （1月3日）
- 節分祭 （2月2日・3日）
- 祈年祭 （2月17日）
- 氏神祭 （5月第3日曜）
- 夏越祓、茅の輪くぐり （6月30日）
- 隼神社例祭、火焚祭 （11月第3日曜）
- 新嘗祭、勤労感謝祭 （11月23日）
- 大祓式 （12月31日）

## 現地情報
所在地
- 京都府京都市中京区壬生梛ノ宮町18-2

交通アクセス
- 鉄道
  - 阪急電鉄京都本線 大宮駅 （西へ徒歩約4分）
  - 京福電気鉄道嵐山本線 四条大宮駅 （西へ徒歩約4分）

- バス
  - 京都市営バスで「壬生寺道」バス停下車